# بیدک (تفتان)
بیدک (تفتان)، روستایی از توابع بخش نازیل شهرستان تفتان در استان سیستان و بلوچستان ایران است.

## جمعیت
این روستا در دهستان نازیل قرار دارد و براساس سرشماری مرکز آمار ایران در سال ۱۳۸۵، جمعیت آن ۱۰۱ نفر (۲۴خانوار) بوده‌است.